# Wymiary (miesięcznik)
Wymiary – miesięcznik społeczno-literacki wydawany w Łodzi od kwietnia 1938 do czerwca 1939 przez Towarzystwo Artystyczno-Literackie w Łodzi pod redakcją Tadeusza Sarneckiego a potem także Grzegorza Timofiejewa. 
Miesięcznik prezentował bardzo wysoki poziom tekstów, przy czym poruszał głównie tematy związane z Łodzią i regionem łódzkim. Publikowali w nim między innymi: Tadeusz Sarnecki, Grzegorz Timofiejew, Stanisław Ryszard Dobrowolski, Mieczysław Jastrun, Eugeniusz Ajnenkiel, Franciszek Burczyński, Aleksy Rżewski, Stanisław Bukowski, Jerzy Zawieyski.
Ukazało się 12 numerów pisma, ostatni datowany na czerwiec-lipiec 1939. Kolejny numer, anonsowany na wrzesień 1939, już się nie ukazał.